# Tabor (Nova Gorica)
Tabor (in italiano tra le due guerre Tabor di Montespino) è un insediamento (naselje) sloveno situato nel comune di Nova Gorica a nord-ovest di valle del Vipacco nella regione del Goriziano, il nome deriva dal termine tabor che significa villaggio fortificato., il villaggio è stato fortificato nel XVI Secolo a seguito delle invasioni dell'Impero ottomano. Alcune delle fortificazioni sono visibili tuttora.
Dall'Ottocento fu inquadrato nel comune catastale di Dornberg, rimanendovi sino a dopo la seconda guerra mondiale. In seguito alla prima guerra mondiale e al Trattato di Rapallo, nel 1920 il paese venne annesso all'Italia assieme al resto della Venezia Giulia. In epoca fascista il nome della località (prima nota col solo nome di Tabor) venne italianizzato in Tabor di Montespino.
In seguito alla seconda guerra mondiale e al Trattato di Parigi, nel 1947 l'insediamento passò alla Jugoslavia, venendo inquadrato successivamente nel comune di Nova Gorica. Dal 1991 è parte della Slovenia.